# Lamprosema barbata
Lamprosema barbata là một loài bướm đêm trong họ Crambidae.